# Distretto di P"jatychatky
Il distretto di P"jatychatky (in ucraino П'ятихатський район?, P"jatychats'kyj rajon) era un distretto dell'Ucraina, situato nell'oblast' di Dnipropetrovs'k. Il suo capoluogo era P"jatychatky.
È stato soppresso con la riforma amministrativa del 2020.